# NGC 647
NGC 647 (другие обозначения — MCG −2-5-33, NPM1G −09.0072, PGC 6155) — линзообразная галактика (S0) в созвездии Кит. Открыта Фрэнком Ливенвортом в 1886 году. Описание Дрейера: «очень тусклый, довольно маленький объект, вытянутый в направлении 160°, с более яркой серединой и ядром, на 16 секунд времени восточнее наблюдается звезда 8-й величины».
Этот объект входит в число перечисленных в оригинальной редакции «Нового общего каталога».